# Park Chan-yeol
Park Chan-yeol (coréen : 박찬열, né le 27 novembre 1992), plus connu sous le nom de Chanyeol (coréen : 찬열) est un rappeur, chanteur, compositeur, auteur et acteur sud-coréen qui est un membre du groupe sud-coréo-chinois EXO et de son sous-groupe EXO-K et EXO-SC.
Il est aussi connu sous son nom de compositeur LoeY[réf. souhaitée].

## Biographie

### Jeunesse
Park Chan-yeol est né à Séoul en Corée du Sud. Il est allé à la Hyundai High School à Apgujeong-dong, à Séoul. Il a une sœur nommée Park Yoora, qui travaillait dans la station sud-coréenne de diffusion YTN, et était avant employée chez MBC. Chanyeol a été admis dans une institution privée d'arts dramatiques à l'âge de 16 ans, où il est devenu ami avec P.O de Block B.
Après avoir vu School of Rock en primaire, Chanyeol s'est intéressé à la musique et a commencé à jouer de la batterie. Chanyeol a commencé à rêver d'être chanteur après avoir écouté Unconditional Kismet de Yoo Young-jin. Lors de sa première année de collège, il a formé un groupe appelé "Heavy Noise" avec ses meilleurs amis et a joué avec eux pendant environ trois ans. Durant ses premières années au lycée, il a été impliqué dans le groupe "Siren".
Chanyeol a dit que Jason Mraz et Eminem étaient ses plus grandes influences, bien qu'il soit fan de groupes de rock comme Muse, Green Day, Nirvana et X-Japan au collège.
Chanyeol est devenu stagiaire chez SM Entertainment après avoir remporté la seconde place du Smart Model Contest 2008. Lors de son stage chez SM, il a commencé à se focaliser sur le rap. Avant de débuter, Chanyeol a fait un caméo dans le vidéoclip de "HaHaHa Song" de TVXQ en 2008 et dans celui de "Genie" des Girls' Generation en 2010.
Il est étudiant en Management des Arts et de la Culture à la Cyber Université Kyung Hee avec ses partenaires de groupe Suho et Baekhyun.
Chanyeol fréquente actuellement une école supérieure à l'Université d'Inha où il suit un cours de design d'intérieur.

### 2012-2014: Début de carrière
Chanyeol est le dernier membre révélé du groupe EXO à être présenté au public le 23 février 2012. Le groupe débute officiellement le 8 avril 2012.
En 2013, il est apparu dans un clip vidéo des Girls' Generation-TTS, "Twinkle".
Il rejoint le casting des émissions Law of the Jungle et Roomate qui sont toutes deux diffusées sur la chaîne SBS,. Il quitte l'émission "Roommate" en septembre, en raison de son emploi du temps chargé.

### 2015-2021: Auteur-compositeur et débuts d'acteur

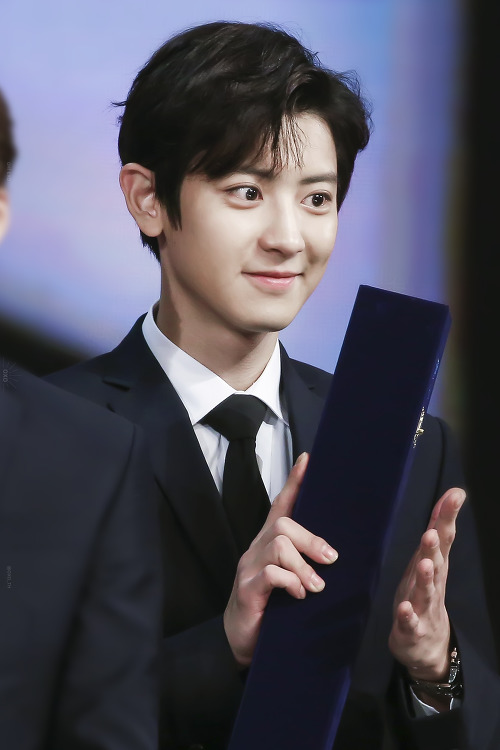
Chanyeol aux Korean Popular Culture & Arts Awards en novembre 2017.

En avril 2015, il fait ses débuts sur grand écran dans le film sud-coréen Salut d'Amour aux côtés de l'actrice Moon Ga-young, qu'il retrouve ensuite dans la web-série EXO Next Door. En juin, lui, ainsi que les autres membres d'EXO, Chen et Lay, ont co-écrit la version coréenne de la chanson Promise issue de l'album repackage Love Me Right. Il a écrit plus tard la partie rap de "Lightsaber", le single promotionnel d'EXO pour Star Wars, épisode VII : Le Réveil de la Force, qui a ensuite été inclus dans leur quatrième mini-album Sing for You.
Pour l'album EX'ACT d'EXO, il a co-écrit les paroles du titre "Heaven". En juin 2016, est sorti le film sud-coréen-chinois "So I Married an Anti-fan", dans lequel il joue le rôle principal aux côtés de actrices Yuan Shanshan et notamment Seohyun des Girls' Generation. Lui et Yuan Shanshan ont également enregistré un duo intitulé "I Hate You" comme chanson-thème du film. En septembre 2016, il est annoncé qu'il sera au casting du prochain drama de la chaîne MBC, "Missing 9". Le 6 octobre 2016, Chanyeol et Tinashe ont été annoncés pour collaborer avec Far East Movement et Marshmello dans la chanson "Freal Luv" qui est sortie le 14 octobre. Il a aidé à écrire et à composer la chanson,. En décembre, lui et le chanteur sud-coréen Punch collaborent dans une bande originale intitulée "Stay With Me" pour la série télévisée Goblin ou Guardian: The Lonely and Great God, diffusée sur la chaîne sud-coréenne tvN. Le 23 février 2017, il collabore pour un duo inédit avec Junggigo qui s'intitule "Let Me Love You".
En mai 2018, une source au sein de la chaîne tvN a confirmé que Chanyeol avait été choisi pour jouer dans leur prochain drama "Memories of the Alhambra" aux côtés de Park Shin-hye et de Hyun Bin. Il interprétera le rôle de Jung Sae-joo, le petit frère du personnage joué par Park Shin-hye. Le même mois, il a été annoncé que le chanteur jouera dans "Secret Queen Makers", il s'agit de la seconde saison du web-drama produit par Lotte Duty Free, le premier étant "First Seven Kisses" dans lequel Kai a joué. Dans le cadre du projet SM Station, Chanyeol a enregistré un duo avec Sehun "We Young" qui est sorti le 14 septembre.
Le 15 avril 2019, Chanyeol a annoncé qu'il allait sortir son premier titre solo officiel "SSFW" (Spring Summer Fall Winter) via le projet SM Station le 25 avril. Il l'a enregistré dans trois langues différentes : à savoir en coréen, en chinois et en japonais. Le lendemain, de premières photos teasers ont été mises en ligne. Le 5 juin 2019, selon les informations communiquées par OSEN, Chanyeol et Sehun devraient faire leurs débuts en tant que nouveau sous-groupe et premier duo d'EXO en juillet. Des sources affirment que Chanyeol et Sehun ont récemment terminé le tournage de leur clip et sont en phase finale de la préparation de leur album. Plus tard, SM Entertainment a confirmé ces propos. Le 28 juin, il a été dévoilé que le duo réunissant lui et Sehun se nommera EXO-SC. Leur premier mini-album What a Life est sorti 22 juillet 2021.
En 2021, Chanyeol joue le rôle principal dans le road movie The Box, une comédie musicale juke-box incluant des titres mondialement connus d'artistes tels que Coldplay, Billie Eilish, Mariah Carey ou encore Pharrell Williams. Il a personnellement participé à l'arrangement des chansons qu'il interprète lui-même dans le film.

### Depuis 2021: service militaire et débuts solos
Le 26 février, SM Entertainment a confirmé que le chanteur entamerait son service militaire le 29 mars prochain. Durant son service militaire, il a tenu le premier rôle (Raman) dans la comédie musicale militaire : A Song of Meissa. Il a achevé son service militaire le 28 septembre 2022.
En octobre 2023, il sort le single "Good Enough". Il joue également un rôle secondaire dans le drama Les Silences de la forêt sorti sur Netflix en août 2024.
Il fait ses "réels" débuts solo le 28 août 2024, avec son premier mini-album Black Out. Il commence également une tournée en Asie à cette occasion.

## Discographie

### Chansons
| 2014 | Bad Girl (Henry featuring Chanyeol)         | 58 | 18 | - Corée : plus de 27 192 | Fantastic                                     |
| 2014 | Rewind (Zhou Mi featuring Chanyeol)         | —  | —  | N/A                      | Rewind                                        |
| 2015 | Don't Make Money (Heize featuring Chanyeol) | 43 | —  | - Corée : plus de 60 192 | Unpretty Rapstar 2 Demi-finale de la Partie 1 |
| 2016 | Confession (Yesung featuring Chanyeol)      | —  | —  | N/A                      | Here I Am                                     |
| 2016 | If We Love Again (avec Chen)                | 38 | —  | - Corée : plus de 47 208 | Two Yoo Project Sugar Man Partie 32           |
| 2016 | I Hate You (avec Yuan Shanshan)             | —  | —  | —                        | So I Married an Anti-fan OST                  |
| "—" signifie qu'aucun classement n'a été atteint ou que le morceau n'a pas été diffusé dans cette région. * Les positions dans les classements chinois sont dérivés du Baidu Weekly Singles Charts. Remarque: Le Billboard Korea K-Pop Hot 100 a été créé en août 2011 et s'est arrêté en juillet 2014. |                                             |    |    |                          |                                               |

### Crédits en chanson
| Année | Album                                | Artiste                                                   | Chanson                      | Paroles        | Paroles                                                                       | Musique | Musique                                                                       |
| Année | Album                                | Artiste                                                   | Chanson                      | Crédité        | Avec                                                                          | Crédité | Avec                                                                          |
| ----- | ------------------------------------ | --------------------------------------------------------- | ---------------------------- | -------------- | ----------------------------------------------------------------------------- | ------- | ----------------------------------------------------------------------------- |
| 2014  | Overdose                             | EXO-K                                                     | "Run"                        | Paroles du rap |                                                                               | Non     |                                                                               |
| 2015  | Law of the Jungle OST                | Chanyeol                                                  | "Last Hunter"                | Oui            | Oui                                                                           |         |                                                                               |
| 2015  |                                      | Chanyeol                                                  | "Who I Am"                   | Oui            | Oui                                                                           |         |                                                                               |
| 2015  | "Young Street"                       | Chanyeol                                                  | Oui                          | Oui            |                                                                               |         |                                                                               |
| 2015  | Unpretty Rapstar 2 Semi-final Part 1 | Heize en duo avec Chanyeol                                | "Don't Make Money"           | Paroles du rap | Non                                                                           |         |                                                                               |
| 2015  | Love Me Right                        | EXO                                                       | "Promise" (version coréenne) | Oui            | Chen et Lay                                                                   | Non     |                                                                               |
| 2015  | Sing for You                         | EXO                                                       | "Lightsaber"                 | Paroles du rap |                                                                               | Non     |                                                                               |
| 2016  |                                      | Chanyeol                                                  | "You Are"                    | Oui            | Oui                                                                           |         |                                                                               |
| 2016  | Here I Am                            | Yesung                                                    | "Confession"                 | Paroles du rap | Non                                                                           |         |                                                                               |
| 2016  | EX'ACT                               | EXO                                                       | "Heaven" (version coréenne)  | Oui            | Min Yeon-jae                                                                  | Non     |                                                                               |
| 2016  | EX'ACT                               | EXO                                                       | "Heaven" (Version chinoise)  | Oui            | Min Yeon-jae, Wang Jung-un                                                    | Non     |                                                                               |
| 2016  | Identity                             | Far East Movement et Marshmello feat. Chanyeol et Tinashe | "Freal Luv"                  | Oui            | Kevin Nishimura, J. Roh, Virman Coquia, Marshmello, Tinashe, William Phillips | Oui     | Kevin Nishimura, J. Roh, Virman Coquia, Marshmello, Tinashe, William Phillips |
| 2017  | The War                              | EXO                                                       | "Ko Ko Bop"                  | Oui            | Chen, Baekhyun, JQ et Hyun Ji-won                                             | Non     |                                                                               |
| 2017  | The War                              | EXO                                                       | "The Chill"                  | Oui            | Seo Ji-eum                                                                    | Non     |                                                                               |
| 2017  | The Power of Music                   | EXO                                                       | "Sweet Lies"                 | Oui            | G.Soul                                                                        | Non     |                                                                               |

## Filmographie

### Films
| Année | Titre                               | Rôle       | Notes           |
| ----- | ----------------------------------- | ---------- | --------------- |
| 2015  | Salut d'Amour                       | Min-sung   | Rôle secondaire |
| 2016  | So I Married an Anti-fan            | Hoo Joon   | Rôle principal  |
| 2020  | My Heart is Pounding (cinéma audio) | Bae Gu-soo | Rôle principal  |
| 2021  | The Box                             | Ji Hoon    | Rôle principal  |

### Dramas
| Année | Titre                    | Chaîne        | Rôle                       | Notes                   |
| ----- | ------------------------ | ------------- | -------------------------- | ----------------------- |
| 2008  | High Kick!               | KBS2          | Élève à l'école secondaire | Apparition ; épisode 71 |
| 2012  | To the Beautiful You     | SBS           | Lui-même                   | Apparition ; épisode 2  |
| 2013  | Royal Villa              | jTBC          | Lui-même                   | Apparition ; épisode 2  |
| 2015  | EXO Next Door            | Naver TV Cast | Chanyeol                   | Rôle principal          |
| 2017  | Missing 9                | MBC           | Lee Yeol                   | Rôle secondaire         |
| 2018  | Secret Queen Makers      | Naver TV Cast | Chanyeol                   | Rôle principal          |
| 2018  | Memories of the Alhambra | tvN Netflix   | Jung Sae-joo               | Rôle secondaire         |
| 2024  | Les Silences de la forêt | Netflix       | Koo Gi-ho                  | Rôle secondaire         |

### Émissions télévisées
| Année    | Titre                             | Chaîne      | Rôle                   | Notes                                                                |
| -------- | --------------------------------- | ----------- | ---------------------- | -------------------------------------------------------------------- |
| 2013     | Idol Star Athletics Championships | MBC         | Participant            | avec Baekhyun, Sehun, Tao, Luhan et Suho                             |
| 2013     | Music Bank                        | KBS         | Présentateur           | avec Baekhyun le 7 juin 2013, le 23 août 2013 et le 6 septembre 2013 |
| 2013     | Music Bank                        | KBS         | Présentateur           | avec D.O. le 12 juillet 2013                                         |
| 2013     | M! Countdown                      | Mnet        | Présentateur           | avec Sulli le 1er août 2013                                          |
| 2013     | Show! Music Core                  | MBC         | Présentateur           | le 5 octobre 2013                                                    |
| 2013     | Challenge 1000 Songs              | SBS         | Invité                 | avec Chen et D.O.                                                    |
| 2013     | Hello Counselor                   | KBS         | Invité                 | Épisode 131 avec Kris et Suho                                        |
| 2013     | Infinity Challenge                | MBC         | Invité spécial         | Épisode 345                                                          |
| 2013     | MelOn Music Awards 2013           | MBC Every 1 | Présentateur principal | avec Suho, Baekhyun, Kai et Lee Yu-bi le 14 novembre 2013            |
| 2013     | Immortal Songs 2                  | KBS         | Invité                 | Épisode 114 avec Baekhyun, Chen, Suho et Luhan                       |
| 2013     | Mamma Mia                         | KBS         | Invité                 | Épisode 21                                                           |
| 2013     | Star Face-Off                     | SBS         | Invité                 | avec Lay, Chen et D.O.                                               |
| 2013     | Law of the Jungle                 | SBS         | Invité                 | Épisodes 90 à 94                                                     |
| 2014     | Law of the Jungle                 | SBS         | Invité                 | Épisodes 90 à 94                                                     |
| Roommate | Participant                       | SBS         | Saison 1               |                                                                      |
| 2015     | Star Golden Bell                  | KBS         | Invité                 | New Year Special                                                     |
| 2015     | Dating Alone                      | JTBC        | Amant virtuel          | Épisodes 11 et 12                                                    |
| 2015     | Hello Counselor                   | KBS         | Invité                 | avec Chen et Baekhyun                                                |
| 2015     | Guerilla Date                     | KBS         | Invité                 | avec Xiumin, Lay, Sehun, Chen et Kai                                 |
| 2015     | Show! Music Core                  | MBC         | Présentateur           | avec Hyeri et Choa le 2 mai 2015                                     |
| 2015     | Infinity Challenge                | MBC         | Invité spécial         | Épisode 424                                                          |
| 2015     | Same Bed Different Dreams         | SBS         | Invité spécial         |                                                                      |
| 2015     | The Return of Superman            | KBS         | Invité                 | avec Baekhyun                                                        |
| 2015     | Law of the Jungle                 | SBS         | Invité                 | Épisodes 175 à 177                                                   |
| 2015     | Unpretty Rapstar                  | Mnet        | Invité                 | Saison 2, épisode 9                                                  |
| 2015     | Grade One Freshman                | Hunan       | Invité                 | Épisode 9                                                            |
| 2016     | Fantastic Duo                     | SBS         | Invité                 | Épisodes 3 et 4 avec Baekhyun, D.O., Suho, Xiumin et Chen            |
| 2016     | Show! Music Core                  | MBC         | Présentateur           | avec Zico le 16 avril 2016                                           |
| 2016     | Show! Music Core                  | MBC         | Présentateur           | avec Joo Heon le 18 juin 2016                                        |
| 2016     | The Visible SM                    | V App       | Invité                 | Épisodes 1 à 4 avec Chen et Sehun                                    |
| 2016     | Two Yoo Project Sugar Man         | JTBC        | Invité                 | Épisode 32 avec Chen                                                 |
| 2016     | Cool Kiz On The Block 阳光艺体能  | HBTV        | Invité                 | avec Chanyeol, Suho, Xiumin, Baekhyun et D.O.                        |
| 2016     | Happy Together                    | KBS         | Invité                 | Épisode 456 avec Chanyeol et Suho                                    |
| 2017     | Idol Star Athletics Championships | MBC         | Participant            | avec Suho et Sehun                                                   |
| 2017     | Master Key                        | SBS         | Participant            |                                                                      |

### Apparitions dans les clips vidéo
| Année | Titre                       | Artiste                                                |
| ----- | --------------------------- | ------------------------------------------------------ |
| 2008  | "HaHaHa Song"               | TVXQ                                                   |
| 2010  | "Genie" (Version japonaise) | Girls' Generation                                      |
| 2012  | "Twinkle"                   | Girls' Generation-TTS                                  |
| 2013  | "You Don't Know Love"       | K.Will                                                 |
| 2014  | "Hope" (remake)             | H.O.T.                                                 |
| 2015  | "Can You Feel It?"          | Donghae & Eunhyuk                                      |
| 2015  | "12:25 (Wish List)"         | f(x)                                                   |
| 2016  | "I Hate You"                | Chanyeol et Yuan Shanshan                              |
| 2016  | "Freal Luv"                 | Far East Movement et Marshmello ft. Chanyeol & Tinashe |

## Comédie musicale
| Titre anglais      | Titre coréen  | Rôle                    | Note                       | Ref    |
| ------------------ | ------------- | ----------------------- | -------------------------- | ------ |
| The Song of Meissa | 메이사의 노래 | Raman (rôle principale) | Comédie musicale militaire | [ 29 ] |

## Concerts
| Date                | Titre                                | Ville       | Pays         | Lieu                                      |
| ------------------- | ------------------------------------ | ----------- | ------------ | ----------------------------------------- |
| 6-7 septembre 2024  | 2024 Chanyeol Live Tour: City-scapes | Seoul       | Corée du Sud | Bluesquare Master Hall                    |
| 28 septembre 2024   | 2024 Chanyeol Live Tour: City-scapes | Ho Chi Minh | Vietnam      | Military Zone 7 Indoor Sports Complex     |
| 19 Octobre 2024     | 2024 Chanyeol Live Tour: City-scapes | Quezon      | Philippines  | Araneta Coliseum                          |
| 26 Octobre 2024     | 2024 Chanyeol Live Tour: City-scapes | Bangkok     | Thailande    | Thunder Dome                              |
| 13-14 novembre 2024 | 2024 Chanyeol Live Tour: City-scapes | Tokyo       | Japon        | Tachikawa Stage Garden                    |
| 20-21 Novembre 2024 | 2024 Chanyeol Live Tour: City-scapes | Fukuoka     | Japon        | Fukuoka Sunplace Hotel & Hall             |
| 26-27 Novembre 2024 | 2024 Chanyeol Live Tour: City-scapes | Osaka       | Japon        | Grand Cube Osaka                          |
| 3-4 décembre 2024   | 2024 Chanyeol Live Tour: City-scapes | Nagoya      | Japon        | Théâtre des arts de la préfecture d'Aichi |
| 7 décembre 2024     | 2024 Chanyeol Live Tour: City-scapes | Jakarta     | Indonésie    | Stade Internationale de Beach City        |
| 21 décembre 2024    | 2024 Chanyeol Live Tour: City-scapes | Hong Kong   | Hong Kong    | AsiaWorld-Expo Hall 10                    |

## Récompenses et nominations
| Année | Prix                               | Catégorie                                               | Œuvre nommée  | Résultat   |
| ----- | ---------------------------------- | ------------------------------------------------------- | ------------- | ---------- |
| 2015  | 51e Baeksang Arts Awards           | Acteur le plus populaire (Film)                         | Salut d'Amour | Nomination |
| 2015  | 8e Korea Drama Awards              | Meilleur nouvel acteur                                  | EXO Next Door | Lauréat    |
| 2015  | 8e Korea Drama Awards              | Hallyu Star Award                                       | EXO Next Door | Lauréat    |
| 2016  | 16e Chinese Music Awards           | Idole étrangère la plus populaire                       |               | Lauréat    |
| 2017  | 5e YinYueTai V-Chart Awards        | Artiste coréen le plus populaire                        | Lauréat       |            |
| 2017  | 5e YinYueTai V-Chart Awards        | Meilleure collaboration de l'année (avec Yuan Shanshan) | I Hate You    | Lauréat    |
| 2017  | Asia Model Awards                  | OST Asiatique populaire (avec Punch)                    | Stay With Me  | Lauréat    |
| 2018  | KKBox Music Awards                 | Meilleure single coréen de l'année                      | Stay With Me  | Lauréat    |
| 2019  | Tencent Music Entertainment Awards | Chanteur étranger le plus populaire                     |               | Lauréat    |